# Lysva
Lysva (en ruso: Лысьва) es una ciudad del krai de Perm, en Rusia, centro administrativo del raión Lisvenski. Está situada en los contrafuertes occidentales de los montes Urales, en la orilla del río Lisva (afluente del Chusovaya, que a su vez vierte sus aguas en el Kama, y este en el Volga, por lo que el Lisva, forma parte de la cuenca hidrográfica de este último). Se encuentra a 200 km al este de Perm. La población se elevaba a 68.660 en 2008.

## Historia
El nombre Lysva viene del komi Lis-Va, donde Lis quiere decir rama de picea y Va, agua. El primer asentamiento sobre el lugar de la ciudad es una fundición de hierro creada en 1785, y la ciudad se crea para albergar y dar servicio a los trabajadores. En 1902, la ciudad es conectada al ferrocarril. Lisva recibe el estatus de ciudad en 1926.

## Demografía
| 1926   | 1939   | 1959   | 1967   | 1992   | 2002   | 2008   |
| ------ | ------ | ------ | ------ | ------ | ------ | ------ |
| 27 000 | 51 000 | 73 000 | 79 000 | 78 200 | 71 148 | 68 660 |

## Economía
La principal actividad económica en la ciudad es la siderurgia (fabricación de hojalata,
chapas, etc). existen en la ciudad también una fábrica de turbinas, una de aparatos eléctricos, además de otras empresas relacionadas con los sectores textiles y agroalimentario. Es una región en la que se desarrolla la minería del carbón y del hierro.

## Nacidos en Lysva
- Nikolai Karakulov (1918), atleta
- Yevgeni Krilatov (1934), compositor.